# カールトン・テレビジョン
カールトン・テレビジョン（Carlton Television、現：非フランチャイズのITVロンドン地域の一部）は、毎週月曜日9:25から毎週金曜日17:15まで、かつてのロンドンとその周辺のカウンティのITVフランチャイズ所有者。同社は現在、ロンドン・ウィークエンド・テレビジョンを単一のエンティティ（ITVロンドン）として管理しているが、2つの会社は引き続き個別にライセンス供与されている。「ITVブロードキャスティング・リミテッド（ITV Broadcasting Limited）」のライセンシーの下で、ITV plcによって直営されている。2002年10月28日から「ITV1」、2013年1月14日から「ITV」として放送されている。現在、カンパニーズ・ハウスに休眠会社として上場されているカールトン・ブロードキャスティング・リミテッド（Carlton Broadcasting Limited）として合法的に存在し、かつての子会社であるカールトンUKテレビジョン・リミテッド（Carlton UK Television Limited）は、現在ITVコンシューマー・リミテッドとして知られており、ITV plcのウェブサイトを合法的に運営している。カールトンの名前はその地域とは関係がないため、画面上のIDは完全に削除された（HTV、LWT、GMTVのIDも同様）。他地域では、元の会社名を地域名およびローカルニュース名として保持している。

## 形成
カールトン・テレビジョンは、1985年にマイケル・グリーンがロンドンのフランチャイズであるテムズ・テレビジョンに買収できなかった後、ITVフランチャイズに入札するためにグリーンのカールトン・コミュニケーションズによって最初に設立された。1991年10月16日、カールトンは、新しいITVフランチャイズの再交渉に使用されたサイレントオークションに勝った結果、1993年1月から平日にロンドン向けに放送する「チャンネル3」フランチャイズを獲得した。テムズは32.5百万ポンド、カールトン・テレビジョンは43.2百万ポンド、CPV-TVは45.3百万ポンドの入札を行った。CPV-TVは最高入札者だったが、品質のしきい値を満たしていないために排除された。テムズとカールトンの両方が品質のしきい値を超えたと見なされたため、フランチャイズは、残りの2社のより高い現金入札を提出したことでカールトンに授与された。その結果、一部の批評家は、テムズが「政府の復讐」の犠牲になったと推測したが、他の批評家は、オークションが公正に勝ったと感じた。
カールトンはテムズのスタジオを購入せず、代わりにウエスト・エンドのセント・マーティンズ・レーンに本社を置き、LWTのロンドン・スタジオに送信スペースを借りることを選択した。また、制作会社であり放送局でもあったテムズとは異なり、カールトンは全ての番組を独立した制作会社に委託することを選択した。

### 開局
カールトンは1993年1月1日深夜（テムズの閉局直後）に放送を開始し、「ポジティブ・プロダクション・カンパニー（The Pozzitive Production Company）」と「マイケル・ハール・テレビジョン（Michael Hurll Television）」が共同制作し、クリス・タラントが司会を務めたカールトン最初の番組『A Carlton New Year』を放送した。相応しく、最初のコマーシャルはボクスホール・カールトンの広告を特色にした。

## 放送
1994年5月、独立テレビジョン委員会は、1993年の新しいフランチャイズの最初の12ヶ月間のレビューの一環として、多くのITV加盟局を批判した。カールトン・テレビジョンは、ITVネットワークに幅広い「印象的で非常に残念」且つ「特徴的でも目立たない高品質」でもない番組を提供したことで非難された。この批判は、カールトンとグラナダが『News at Ten』を視聴率の追跡で密かに打ち切ることを計画した後、ITCによって阻止された動きだった。この批判に腹を立てたカールトンは、「初年度、カールトンは43の新しいシリーズと20の新しい単発番組を立ち上げ、視聴者レベルを維持し、ITVネットワークで完全な役割を果たした。成功は失敗をはるかに上回った」と答えた。数日後、カールトンはロンドンで開催された王立テレビジョン協会（Royal Television Society）の「番組及び技術賞」から2つの賞を受賞した。マージ・クラークは、カールトンの『グッド・セックス・ガイド（The Good Sex Guide）』で「ベスト・フィメール・プレゼンター」に選ばれた一方、『オールド・ベア・ストーリーズ（Old Bear Stories）』はチルドレンズ・エンターテインメント賞を受賞した。
1994年のレビューで、ITCは、カールトンがその事実とドラマの制作を改善し、その子供向け番組は「印象的」であったが、まだ達成されていないことをコメントした。1995年には、地域の番組は高品質と見なされていたが、革新は殆どなかった。『グッド・セックス・ガイド』は、教育的な分類が殆どなく、好みと品位の要件に違反したことで有罪となり、ITCから2つの書面による警告を受けた。繰り返しになるが、1997年、カールトンは、番組編成がプログラムコードに準拠していることを確認できなかったとして批判されたが、ITCからの正式な介入の数は1995年の4回から8回に増加したが、地域の番組は引き続き高品質だった。1998年、ITCからの批判を受けて逃げた。

### 1996年のドキュメンタリーの事実の不正確さ
カールトンは、日刊紙「ガーディアン」が、ヘロインがコロンビアからイギリスに密輸されたルートを撮影することを目的とした、大げさな1996年のドキュメンタリー『The Connection』の大規模な制作を主張する一連の記事を掲載した1998年5月に放送ジャーナリズムの真実性についての主要な論争の中心にいることに気づいた。カールトンの内部調査によると、ガーディアンによる申し立ては大部分が正しいことが分かり、当時の業界規制当局であるITCは、イギリスの放送コードの複数の違反に対して200万ポンドの罰金を科してカールトンを罰した。このスキャンダルは、ドキュメンタリー制作の正確さについて熱烈な議論を引き起こした。

### 拡張
メディアの所有権に関する法律の変更により、カールトンはセントラル・インディペンデント・テレビジョン、ウェストカントリー、HTVの一部（グラナダ経由）、ITCエンターテインメントとその旧姉妹会社であるATVのアーカイブの権利を含む他の多くのITV加盟局を買収することができた。740本の映画のライブラリを含むランク・フィルム・ディストリビューターズは、1997年に6,500万ポンドでカールトンに買収された。HTVは、カールトンが所有する唯一の地域であり、「カールトン（Carlton）」として画面上で完全にブランド変更されることはなかった。「HTVウエスト（HTV West）」と「HTVウェールズ（HTV Wales）」はどちらも当時のアイデンティティを維持しが、カールトンが購入すると、IDのアニメーションによる紹介と音楽は、カールトンのグラフィカルパッケージで使用されているシーケンスとオーディオに置き換えられた。ただし、1999年の一般的なハート型の外観を使用して、IDのロゴとエンドボードは変更されていない。カールトンはまた、HTVの制作施設の殆どを買収しなかった。これらはグラナダによって保持された。
ITCアーカイブには、『サンダーバード』、『プリズナーNo.6』、『セイント 天国野郎』などの人気シリーズの他、「黄昏」などの長編映画が含まれているため、経済的に有利である。カールトンは、イギリスでは独自のレーベルを介して、アメリカではA&Eホーム・ビデオ、エイコーン・メディア（Acorn Media）、MGMホーム・エンターテインメント、ライオンズ・ゲート・ホーム・エンターテインメントを介して、ビデオとDVDでランクライブラリの多くをリリースした。これらの映画の多くは、カールトンのデジタル映画チャンネルであるカールトン・シネマで上映されたが、2003年3月に閉局された。グラナダとの合併により、カールトンの名前は使用されなくなり、カールトン・ビデオ（Carlton Video）はグラナダ・ベンチャーズ（Granada Ventures）の一部になった。

### ITVデジタル
1997年、カールトンはグラナダ、BスカイBとパートナーシップを結び、新しい地上デジタルネットワークのマルチプレックスのいくつかに入札した。同年6月に、その適用に成功し、BスカイBがグループから撤退したという条件の下でサービス「OnDigital」を開始した。

## 合併と統合
2002年9月、現在イングランドとウェールズの全てのフランチャイズを買収したカールトンとグラナダは、全ての地域ID、コンティニュイティ、ブランドを削除し、単一のブランドである「ITV1」に置き換えることを決定した。イングランドの地域IDは地域の番組に先行するだけであり、地域のアナウンスはロンドンから事前録音されていた（ウェールズは全ての番組の前に画面上で認識される。「ITV1ウェールズ」を参照）。グラナダが所有する地域とは異なり、カールトンはその地域IDにカールトンのロゴを使用したデュアルブランディングを使用していたため、カールトン・ウェストカントリー（Carlton Westcountry）及びカールトン・セントラル（Carlton Central）地域は単に「ITV1カールトン（ITV1 Carlton）」と呼ばれていた。グラナダが所有するフランチャイズは、単に地域名のテキストをITV1ロゴの下に配置することを好んだ。これは、カールトンが慣習を止めた2003年12月まで続き、その結果、ブランドが「カールトン・セントラル」から「ITV1フォー・セントラル・イングランド（ITV1 for Central England）」に、「カールトン・ウェストカントリー」から「ITV1フォー・ザ・ウェストカントリー（ITV1 for the Westcountry）」に変更された。HTV地域は、2002年に「ITV1ウェールズ（ITV1 Wales）」と「ITV1ウエスト・オブ・イングランド（ITV1 West of England）」に再ブランド化された。
2004年2月2日、カールトン・コミュニケーションズplc（Carlton Communications plc）はグラナダplcと合併し、現在、「ITV1」ブランドでイングランドとウェールズの全てのITVフランチャイズを所有しているITV plcを設立した（ウェールズは依然としてITV1ウェールズとして独自の画面上のアイデンティティを使用しているが、2006年1月16日以降、イングランドのITV1コンティニュイティも使用している）。3つのイングランドのカールトンITV地域は、それぞれの地域で地域番組を放送する前に、「ITV1フォー・セントラル・イングランド（ITV1 for Central England）」は再び「ITV1セントラル（ITV1 Central）」になり、「ITV1ウエスト・オブ・イングランド（ITV1 West of England）」は「ITV1ウエスト（ITV1 West）」になり、「ITV1フォー・ザ・ウェストカントリー（ITV1 for the Westcountry）」は「ITV1ウェストカントリー（ITV1 Westcountry）」になり、かつての名前に戻された。

### ITVロンドン
2002年10月28日以降、カールトン・テレビジョン（スコティッシュ・テレビジョン、グランピアン・テレビジョン、アルスター・テレビジョン、チャンネル・テレビジョンを除く他の全ITV企業と共通）は、単にITV1（ロンドン・ウィークデイズ（London Weekdays））として放送されている。ロンドン・ウィークエンド・テレビジョンとは異なり、カールトン・テレビジョンは、放送中の地域アイデンティティの最終日（2002年10月25日）に注目していなかった。ただし、カールトンブランドは、2004年まで制作キャプションに表示され続けた。カールトンとロンドン・ウィークエンド・テレビジョンは現在同じプレゼンテーションとロゴを使用しているため、古いLWT（現：ITV1、ロンドン・ウィークデイズ）には『ロンドン・ウィークエンド・ウェザー（London Weekend Weather）』があるが、これはロンドン・ウィークデイとは別会社がスポンサーとなっているが、平日と週末のフランチャイズの区分は表示されなくなった。
カールトンとグラナダの合併により、カールトン・テレビジョンとLWTは現在、単一のエンティティ（ITVロンドン）として運営されており、単一の管理チームが両方の会社に任命されている。ただし、これは現在は単なる形式的なものだが、どちらも引き続き別個の法的存在を持ち、別個のライセンスを持っている。
合併の際、カールトンは自社が制作した番組の認知を失い、同番組は「グラナダ」としてブランド化され、関連分野、例えば、ロンドンで制作された全番組は「グラナダ・ロンドン（Granada London）」としてブランド化された。2006年1月16日以降、ITV plcが所有する地域で制作された全番組は、ITVプロダクションズとしてブランド化され、2009年にITVスタジオになった。

## スタジオ
カールトンは、独自の番組を制作したことのない出版社の放送局だった。スタジオスペースを必要とするカールトンの作品は、1994年にカールトンがセントラル・インディペンデント・テレビジョンを買収し、同社のノッティンガムスタジオを取得し、社内制作部門を獲得した際に、レントン・レーンで予約された。スタジオは独立した制作会社によって予約された。
カールトンは元々、ロンドン中心部のセント・マーティンズ・レーンにある小さなオフィスビルに拠点を置き、送信はLWTと共同所有し、ザ・ロンドン・スタジオに拠点を置くロンドン・ニュース・ネットワークによって提供され、7日間のニュースサービスも提供していた。
2004年にITV plcが設立された後、セント・マーティンズ・レーンにあるカールトンのオフィスは空になり、ITV plcの運営の一環として、ザ・ロンドン・スタジオに運営が移管された。ITVロンドンのニュース事業は、同年3月1日にITNに移転した。送信運用は、チズウィックのHDテクニカラー・プレイアウト・センター（HD Technicolor Playout Centre）に移動した。

## アイデンティティ

### 開局時のID
カールトンの画面上のアイデンティティは、ロンドンのパーソナリティをフィーチャーしたアイデンティティパッケージで1993年1月1日に開始された。首都に住み、働いていたこれらの人々は、左上隅にカールトンのロゴが付いた明るい色の背景に現れ、「This is Carlton, television for London（こちらはカールトン、ロンドンのテレビです）」というフレーズ、またはその他のテーマのバリエーションを言う。1993年以降、60を超えるIDが制作され、使用された。これは、1995年後半から同年9月1日まで使用された個人の単一のモンタージュに置き換えられた。

### 1995年
1995年9月4日、画面の中央に半透明のカールトンのロゴがあり、アイデンティティの終わりで不透明で白になる色の背景を変更することを特徴とする新しい社内外観が発表された。これらのIDは1996年11月22日まで続いたが、カールトンの幹部にとっては刺激的でも無茶なものでもないと見なされた。

### 1996年
ランビー・ネアンが、1996年11月25日に、鮮やかな色の背景にカールトンのロゴがあり、様々なアニメーションが行われている新しいセットを考案した。これは、名前の他の文字間の相互作用、文字がオブジェクトに置き換えられている、または文字がロンドンの場所のクロスワードなど、より大きなものの一部になっている可能性がある。特定の番組を導入するために特別に設計されたものを含む30のシーケンスが制作され、セントラルのバージョンも2年後の1998年4月20日に導入された。これらのIDは、1999年9月3日まで使用されていた。

### 1999年
1999年9月6日 、カールトンの最も大胆なブランド変更がこれまでに行われ、これも最後のブランドとなった。グラナダとUNM地域が「ハート」の一般的な外観を採用しようとしていた間、カールトンはその外観を拒否し、代わりにハートに関連するパッケージを採用したが、独自の独自の見方をした。ランビー・ネアンは再び委託され、12のIDが制作され、番組に応じてその前に使用された。アイデンティティは、ハート型のオープニングフィルムをフィーチャーし、ハート型から星型の光が放射される前、画面がカールトンのロゴに変わる前に、右上隅に星が追加され、様々な色の回転する星の背景に対して、ITVのロゴが下に表示される。この外観は、ID自体に関してではなく、これらのIDがセントラルとウェストカントリーの両方で使用されているブランドに取って代わったために批判を受けている。後にウェールズに到達し、カールトンのハートは保持されたが、星はなく、エンディングは1999年から1993年のHTVロゴが付いた回転するITVハートだった。

### コンティニュイティ・アナウンサー
カールトンは何年にもわたって多くのコンティニュイティ・アナウンサーを起用していた。
- ヒラリー・ホールデン（1994年 - 1997年）

- マーク・リップスコーン（1993年 - 2002年）（後継フランチャイジーのために勤務するのはテムズコンティニュイティアナウンサーだけである）

- デイビッド・アラン（英語版）（1995年 - 2002年）

- グラハム・バナーマン（1993年 - 2002年）

- エイドリアン・フィニガン（1993年）

- フィオナ・ゴールドマン（1993年 - 2002年）

- エリカ・ロングドン（2000年 - 2002年）

- ジョン・マッケンジー（2000年 - 2002年）（以前はグラナダ（英語版）で勤務）

- ピーター・トンプキンス（2000年 - 2002年）

## 制作

### ネットワーク
いくつかの注目すべきカールトンコミッションを以下に示す。いくつかの注目すべきカールトンコミッションを以下に示す。

### 地域
- ビッグ・シティ（Big City、1993年 - 1995年）[30]

- ブルーズ・アンド・トゥーズ（Blues and Twos、1993年 - 1998年）[31]

- カールトン・カントリー（Carlton Country、1996年 - 2003年）

- カールトン・ディベート（Carlton Debate、1996年 - 2002年）

- キャピタル・フューチャーズ（Capital Futures、1994年）

- キャピタル・リブズ（Capital Lives、1995年）

- カールトン・ピープル（Carlton People、1994年 - 1999年）

- カールトン・スポーツ（Carlton Sport、1993年 - 2004年）

- キャピタル・ウーマン（Capital Woman、1993年 - 1997年）

- クラウン・アンド・カントリー（Crown And Country、1996年 - 2000年）

- ファースト・エディション（First Edition、1997年 - 2004年）[32]

- ゴーイング・アンダーグラウンド（Going Underground、1993年）

- ワン・イン・5ミリオン（One in 5 Million、1993年 - 1995年）

- リベレーションズ（Revelations、1995年 - 1996年、セントラル（英語版）とグラナダ・テレビジョン（英語版）との共同制作）[33]

- ザ・フロスト・プログラム（The Frost Programme、1993年）

- ザ・スポーツ・ショー（The Sports Show、1998年 - 2000年）

- ザ・チューブ（The Tube、2003年 - 2005年）

- フー・ケアーズ・ウィンズ（Who Cares Wins、1994年）

ロンドンのローカルニュースおよび非ニュース番組の詳細については、「ロンドン・ニュース・ネットワーク」を参照のこと。

## その他のベンチャー
1996年から2003年の間に、カールトンは、最初はアナログケーブルで搬送され、後には主力プラットフォームであるONdigitalでも搬送される、いくつかの追加チャンネルを所有していたが、Sky Digitalに到達したことはなかった。しかし、2000年に3つが閉局され、5つ全てが2003年までに閉局された。資金の問題と忠実な視聴者の不足のために殆どが閉局された。それらは全て、3つのEPGポジションで時分割されている。カールトン・フード・ネットワークとカールトン・セレクトはチャンネルを共有し、カールトン・キッズ、カールトン・ワールド、「RAW!」という名前の別のチャンネルが2番目のチャネルを共有した。カールトン・シネマは独自のEPGポジションを獲得したが、ONdigitalの期間中、「On Sport 2」の帯域幅を提供するために定期的に閉局されていた。

### カールトン・シネマ
カールトン・シネマ（Carlton Cinema）は、古典的な映画を上映したカールトンチャンネルだったが、映画チャンネルでは珍しく、カートゥーンでもあった。5つのカールトンチャンネルの最後の送信である2003年3月31日に送信を停止した。

### カールトン・セレクト
カールトン・セレクト（Carlton Select）はカールトンのメインエンターテインメントチャンネルであり、イギリスとアフリカの両方で放送された。カールトン・フード・ネットワークと時分割され、2000年3月に送信を停止した。

### カールトン・ワールド
カールトン・ワールド（Carlton World）は、夜に放送される一般的な娯楽と事実に基づくチャンネルであり、姉妹チャンネルのカールトン・キッズは昼間に放送された。2000年に送信を停止しました。

### カールトン・キッズ
カールトン・キッズ（Carlton Kids）は子供向けチャンネルであり、カールトンの子供向けの輸入番組の殆どと、カールトンの地域からの番組を紹介した。カールトン・ワールドと時分割で、2000年に送信を停止した。

### カールトン・フード・ネットワーク
カールトン・フード・ネットワーク（Carlton Food Network）は、料理を専門とするカールトンチャンネルであり、カールトン・セレクトと時分割で共有されていた。その後、「テイストCFN（Taste CFN）」のブランド名が変更され、2001年後半に送信が停止された。